# Péréquation financière en Suisse
La péréquation financière en Suisse regroupe l'ensemble des mesures servant à équilibrer les ressources financières entre la Confédération et les cantons d'une part et le canton et les communes d'autre part. La péréquation décrit non seulement la répartition des finances, mais également la répartition des tâches et des compétences entre les différents acteurs.

## Objectif
Réduire les disparités de ressources et de charges des cantons (au niveau fédéral) et des communes.

### Péréquation des ressources
L’objectif de la répartition consiste à élever le revenu des citoyens du canton ayant le plus faible potentiel de ressources (lissé sur les trois dernières années) à au moins 85 % de la moyenne des cantons après péréquation (grâce aux flux en provenance de la péréquation des ressources et de la compensation des cas de rigueur. Le modèle comprend à la fois une péréquation verticale (la confédération vers les cantons) pour 60 % et horizontale (entre cantons) pour 40 %.

### Compensation des charges
Le système vise a compenser les charges structurelles excessives liées à des facteurs géotopographiques et sociodémographiques. La moitié du montant de compensations des charges est allouée en fonction de facteurs géotopographiques, alors que l’autre moitié est allouée en fonctions de considérations sociodémographiques. Il est par ailleurs révisé annuellement en fonction de l’indice des prix.

### Compensation des cas de rigueur
Un élément supplémentaire temporaire introduit pour atténuer les pertes financières subies par les cantons à faible potentiel de ressources lors du passage à la nouvelle péréquation financière. Ces prestations sont réservées aux cantons à faible potentiel de ressources. Leur nécessité fait l’objet d‘un examen périodique. Huit ans après son introduction, la compensation diminue de 5 pour cent par an et s’éteint définitivement après 28 ans au maximum.

### Ressources mobilisées
En 2012 les montants engagés en Suisse étaient :
- Péréquation des ressources : 3,57 Mrd CHF.
- Compensations des charges : 0,74 Mrd CHF
- Compensation des cas de rigueur : 0,24 Mrd CHF

Ces montants représente 4,2 % des budgets cantonaux et fédéraux.

## Histoire

### Origine
Lors de la création de l'État fédéral de 1848, les droits de douane et de poste furent attribués à la Confédération. Les cantons, anciens bénéficiaires de ces droits, furent dédommagés pour leur perte grâce à des versements dans le domaine des routes, des eaux et des forêts uniquement. De fait, jusqu'à la Seconde Guerre mondiale et malgré l'introduction d'un impôt fédéral, la redistribution financière de la Confédération vers les cantons restera modeste. Ce n'est qu'après 1945 que la notion de péréquation sera mise au cœur des débats sur la réorganisation des finances fédérales, chaque canton étant évalué selon sa capacité financière jugée forte, moyenne ou faible dans une centaine de domaines différents. La base légale de cette répartition sera instaurée en 1959.

### Réforme de la péréquation financière (RPT)
En 1994, un projet de réforme de la péréquation financière est lancé par le Département fédéral des finances et par la Conférence des directeurs cantonaux des finances avec comme objectif principal que « les relations de politique financière entre la Confédération et les cantons doivent s'inspirer le plus largement possible du principe de subsidiarité ». Pendant plusieurs années, des groupes de travail, regroupant différents acteurs sociaux, politiques et économiques, ont revu la situation en tentant d'attribuer les tâches et les compétences à chaque niveau de gouvernement : la Confédération donne une orientation stratégique alors que les cantons sont autonomes dans la conception et l'exécution des tâches.
Pour cela, le projet est basé sur cinq mécanismes dont deux sont liés au finances publiques (la péréquation des ressources visant à rétablir l'équilibre entre les cantons et la compensation des charges pour les cantons centraux) et trois aux tâches publiques (l'attribution claire des tâches, la rationalisation des tâches communes et le renforcement des coopérations inter-cantonales). Ce projet est proposé par le gouvernement sous la forme d'un arrêté fédéral le 3 octobre 2003. Il est approuvé en votation populaire le 28 novembre 2004 en entre en vigueur au 1er janvier 2008.

### 10 ans plus tard
Avenir Suisse propose diverses réformes pour améliorer ce mécanisme de solidarité et renforcer le fédéralisme. Il conviendrait notamment de corriger certaines incohérences : les transferts financiers entre cantons ont augmenté au cours de ces dernières années, alors même que les disparités entre ceux-ci s’atténuent. Une solution pourrait être de lier le montant de la péréquation des cantons à l’évolution des disparités entre cantons en définissant une dotation minimale fixe, qui devrait diminuer au fil du temps, pour atteindre les 85 % fixés par la loi. Il s'agirait également de procéder à une séparation plus claire des tâches entre la Confédération et les cantons .